# Lucky McKee
Edward Lucky McKee, conocido como Lucky McKee (nacido el 1 de noviembre de 1975) es un director de cine, escritor y actor estadounidense.
Es ampliamente conocido por la película de culto de 2002 May y por su trabajo en películas de terror.

## Vida y carrera
McKee nació en Jenny Lind, California . Ha dirigido " Sick Girl ", el décimo episodio de la primera temporada de la popular serie de televisión Masters of Horror. Dirigió la película The Woods, que fue lanzada en DVD el 3 de octubre de 2006. McKee también codirigió la película de terror All Cheerleaders Die, difícil de encontrar,ya que actualmente no está impresa.
McKee optó por la novela de Jack Ketchum The Lost y produjo la adaptación cinematográfica dirigida por Chris Sivertson. McKee también adaptó Ketchum's Red y codirigió la película, que se estrenó fuera de competencia en el Festival de Cine de Sundance de 2008. La filmación se detuvo cuando Red estaba casi terminado, con McKee como director, en diciembre de 2006. El rodaje se reanudó en Maryland tras una pausa de más de seis meses, con un director diferente, el noruego Trygve Allister Diesen. No se ha ofrecido ninguna explicación para el crédito de dirección compartido.
En 2013, McKee y Chris Sivertson escribieron y dirigieron una nueva versión de All Cheerleaders Die . También dirigió y escribió el segmento "Ding Dong" de la película de antología Tales of Halloween.

## Filmografía

### Cómo director (largometraje)
- All Cheerleaders Die (2001, codirector con Chris Sivertson)
- May (2002)
- The Woods (2006)
- Red (2008, director sólo de una parte de la película, ya que posteriormente trabajó en Trygve Allister Diesen)
- The Woman (2011)
- All Cheerleaders Die (2013, codirector con Chris Sivertson, remake de la película de 2001)
- Blood Money (2017)
- Kindred Spirits (2019)
- Old Man (2022)

### Cómo director (capítulos y cortos)
- "Sick Girl" (2006, episodio de la serie de televisión Masters of Horror)
- "Blue Like You" (2008, cortometraje)
- "Ding Dong" (2015, segmento de la antología  Tales of Halloween)
- "I Got It Bad (And That Ain't Good)", vídeo musical por AJ Lambert (2021)

### Cómo actor
- Evil Demon Golfball from Hell!!! (1996, cortometraje de Rian Johnson) cómo Woodsy
- May (2002) cómo muchacho que besa a una joven en el ascensor.
- The Big, Weird Normal (2002) como Weegee y Bean
- Hollywould (2003) cómo el amigo
- Roman (2006, también escritor del filme) cómo Roman
- "Blue Like You" (2008) cómo Patrick